# Mario Magnozzi
Mario Magnozzi (Livorno, 20 de março de 1902 - 25 de junho de 1971) foi um futebolista e treinador de futebol italiano.

## Carreira
Conquistou a medalha de bronze 1928, com a Seleção Italiana de Futebol.